# 醫護鐵人
醫護鐵人（英語：Ironmedic）是一群具備有政府核發的醫療執照與豐富參賽經驗的運動愛好者所組成的組織。
醫護鐵人成立於2016年9月，成員為擁有合格執照的醫師、護理師以及緊急醫療技術員。醫護鐵人透過與贊助商的合作將只專屬於馬拉松領域的醫護跑者拓展至鐵人三項、自行車及長泳賽。以參賽者的身分陪同其他選手一起完賽，過程中提供非侵入性的即時救護。目前已與國內外各大賽事單位共同合作，如：鐵人三項-Ironman、Challenge、LAVA、中華民國鐵人三項協會；鐵人兩項-捷安特、GARMIN；自行車賽-美利達；馬拉松-中華民國路跑協會等。
醫護鐵人創辦人陳彥良提出 （页面存档备份，存于），醫護鐵人救護傷患係基於公益及人類互助而成立，非屬緊急醫療救護法所規範之救護人員，根據該法第十四條之二規定，救護人員以外之人，為免除他人生命之急迫危險，使用緊急救護設備或施予急救措施者，適用民法、刑法緊急避難免責之規定。救護人員於非值勤期間，前項規定亦適用之。故醫護鐵人之救護行為符合該條例免責之規定。
隨著越來越多台灣人參與長程運動競賽，醫護鐵人的角色逐漸顯為重要。台灣每年有大約350到400左右的賽事，其中8成是馬拉松活動，醫護鐵人於2017年支援68場賽事，從2016年起至今已經支援95場賽事。
醫護鐵人已經於2017年8月12日成立「台灣鐵人賽事安全協會」，第一任理事長爲：陳彥良，現為榮譽理事長，第二任理事長為：洪緯欣。

## 著作
| 年份   | 書名 | 出版社   | ISBN               |
| 2020年 | 《醫護鐵人台灣經典賽事全攻略：知名路跑、馬拉松、自行車、越野賽、長泳、鐵人三項耐力型賽事運動防護重點解析》 | 釀出版   | ISBN 9789864454112 |
| 2021年 | 《狂飆的18鐵人台灣經典賽事與備賽攻略》                                                                     | 莫克文化 | ISBN 9789862896099 |

## 新聞
- Taiwan Today 2017/3/29 （页面存档备份，存于）
- 「醫護鐵人」成員來自全台 如何支援每周各地賽事？(聯合新聞網 2017/3/20) （页面存档备份，存于）
- 醫護鐵人隊 創造運動賽事四贏 (聯合新聞網 2017/1/10) （页面存档备份，存于）
- 核三廠員工參加高雄公益路跑 一度休克失去心跳 (自由時報2017/4/9) （页面存档备份，存于）
- [小人物大英雄] 醫護鐵人 (大愛電視台 2017/6/5) （页面存档备份，存于）
- 醫護鐵人成立台灣鐵人賽事安全協會 守護國人運動更安全(欣傳媒2017/8/12) （页面存档备份，存于）
- 鐵人》台灣鐵人賽事安全協會成立 建立賽事安全稽核機制(麗台運動2017/8/13) （页面存档备份，存于）
- 美女醫護陪跑 台灣首支醫護鐵人隊成軍(自由時報2017/8/15) （页面存档备份，存于）

## 外部連結
- 醫護鐵人的Facebook粉絲團 （页面存档备份，存于）